# 2006年9月臺灣
| << | 2006年9月 （民國95年） | >> |    |    |    |    |
| \| 日 \| 一 \| 二 \| 三 \| 四 \| 五 \| 六 \| \| \| \| \| \| \| 1 \| 2 \| \| 3 \| 4 \| 5 \| 6 \| 7 \| 8 \| 9 \| \| 10 \| 11 \| 12 \| 13 \| 14 \| 15 \| 16 \| \| 17 \| 18 \| 19 \| 20 \| 21 \| 22 \| 23 \| \| 24 \| 25 \| 26 \| 27 \| 28 \| 29 \| 30 \| \| \| \| \| \| \| \| \| |                        |    |    |    |    |    |
| 臺灣新聞動態／維基新聞 |                        |    |    |    |    |    |
| 世界／中国大陆／臺灣 |                        |    |    |    |    |    |
| 日 | 一                     | 二 | 三 | 四 | 五 | 六 |
| |                        |    |    |    | 1  | 2  |
| 3 | 4                      | 5  | 6  | 7  | 8  | 9  |
| 10 | 11                     | 12 | 13 | 14 | 15 | 16 |
| 17 | 18                     | 19 | 20 | 21 | 22 | 23 |
| 24 | 25                     | 26 | 27 | 28 | 29 | 30 |
| |                        |    |    |    |    |    |

## 9月1日
- 中華電信擬進行減資，規模預估高達百億元。聯合新聞網（页面存档备份，存于）
- 行政院長蘇貞昌今證實，中正國際機場更名為台灣桃園機場一案將於下週三的行政院會通過。中央社[]
- 台北地方法院昨日宣佈ETC弊案判決結果，宋乃午判刑12年，前交通部長林陵三列入共犯。中時電子報[永久]∕Yahoo!奇摩相關新聞[永久]
- 涉貪瀆遭押的鶯歌鎮長當選人蘇有仁，在最後截止期限(2006年9月1日)前，如願在台北看守所宣誓就職，破天荒成為台灣自治史上首位在看守所內就職的地方首長，但他宣誓後旋遭還押，而台北縣政府則繼續指派毛嘉奇代理鶯歌鎮長。蕃薯藤-新聞（页面存档备份，存于）/中時電子報[永久]

## 9月2日
- 交通部昨日核定國道三號延至枋山銜接南迴公路，竣工後從竹田交流道開往墾丁可節省至少一小時的車程。聯合新聞網
- 教育部昨日公布學校教職員退休條例修正草案，教職員月退下限擬由50歲延至55歲。聯合新聞網
- 法鼓山今日舉行第二任方丈接任大典，聖嚴法師卸下的方丈職務由果東法師接任。中時電子報[永久]

## 9月3日
- 臺北縣土城市昨日凌晨發生街頭槍戰，四名青少年中彈。中時電子報[永久]∕自由電子報∕聯合新聞網∕蘋果日報
- 總統陳水扁展開為期四天的「群峰之旅」，訪問帛琉、諾魯，回程將過境美國關島。
- 效力於日本職棒讀賣巨人隊的旅日棒球選手姜建銘，於出戰中日龍隊的比賽中投出生涯首次無四死球完封勝，巨人終場以4:0擊敗中日。姜建銘目前戰績2勝0敗，防禦率0.37，16次三振，0四死球。

## 9月4日
- 總統陳水扁昨抵帛琉後，分別與帛琉總統雷蒙傑索、馬紹爾群島總統諾特、吐瓦魯總理葉雷米亞、索羅門群島總理蘇嘉瓦瑞會唔。今日將在台灣與南太友邦元首高峰會中提出八項援助計畫。聯合新聞網
- 勞委會為因應國內中高齡勞工平均失業期達7.5個月，決定辦理「中高齡勞工就業計劃」。蘋果日報

## 9月5日
- 總統陳水扁於帛琉舉行記者會，會中首度公開承認國務機要費報假帳，也證實曾間接收到來自李秀峰（李恆隆之姐）的SOGO禮券。聯合新聞網中時電子報[永久]自由電子報
- 環保署昨日邀請六市環保局長討論垃圾費隨袋徵收，但卻無一市願意配合。聯合新聞網
- 台中市小五生參加科博館活動時，在台南縣菜寮溪畔發現一顆小石頭，經檢驗後發現是距今約40萬年前的台灣虎臼齒化石。自由電子報蘋果日報

## 9月6日
- 主計處昨日公佈八月份物價指數，為32個月來首度下跌。中時電子報[永久]
- 結凍半年的台鐵列車採購案，將於九月下旬重新啟動。中廣新聞網[]聯合新聞網
- 時代雜誌與CNN上週委託市調公司做「總統陳水扁是否該下台」的民調，結果64%的受訪民眾表示贊同。Time.com（页面存档备份，存于）中時電子報[永久]
- 行政院會通過中正國際機場改名為台灣桃園國際機場一案，英文代碼TPE不變。中廣新聞網[]
- 行政院為降低環評等行政審查程序的不確定性，將建立政策環評。但已進入環評程序的個案，不宜再進行政策環評。聯合新聞網
- 國道高速公路局召開雪山隧道座談會，會中決議隧道內速限取締標準放寬至時速80公里，行車間距維持50公尺。聯合新聞網[]

## 9月7日
- 總統府凌晨發佈新聞稿，坦承總統陳水扁已於8月7日接受高檢署查黑中心約談，並被告知涉嫌《貪污治罪條例》利用職務詐取財物罪和《刑法》偽造私文書罪。蘋果日報
- 據工研院報告顯示，3G手機電磁波最低，PHS手機電磁波最高。Yahoo!奇摩新聞[]

## 9月9日
- 百萬人民倒扁運動下午三點於凱達格蘭大道啟動。蘋果日報聯合新聞網相關新聞 （页面存档备份，存于）中時電子報相關新聞[]
- 財政部8日公佈，上月全國賦稅收入865億元，較去年同期增加31億元，但貨物稅及證交稅因受車市及政治等因素影響，較去年同期退一成。聯合新聞網(Yahoo!奇摩新聞)[]
- 長榮航太今試飛波音747改裝貨機成功。聯合新聞網

## 9月8日
- 台開內線交易案，台北地方法院今日上午再度開庭。公訴檢察官將犯罪所得提昇至1億7488萬餘元。中時電子報[永久]聯合新聞網
- 世界銀行6日發表「2007全球商業環境報告」，新加坡排名世界第一，台灣名列第47。聯合新聞網
- 效力於大聯盟洛杉磯道奇隊的旅美棒球選手郭泓志生涯首次先發，面對紐約大都會隊，六局投出7次三振、3次四死球，被擊出三支安打無失分，獲得生涯首勝，率領道奇以5:0擊敗大都會。東森新聞報（页面存档备份，存于）
- 台灣百萬人倒扁運動領導人施明德的前妻艾琳達，上午出面呼籲停止靜坐，強調9月9日是毛澤東的忌日，不應該把凱達格蘭大道變成一片「紅海」，不然將會成國際大笑話。東森新聞報（页面存档备份，存于）中時電子報[永久]自由電子報

## 9月10日
- 因雨勢太大，倒扁總部宣佈取消繞行納斯卡線。東森新聞報(Yahoo!新聞網)[]
- 據國道公路警察局統計，雪山隧道開單取締的違規案件以超速為大宗。中網新聞網(Yahoo!奇摩新聞)[]
- 高雄市臨港線的一處鐵路平交道疑似因警鈴號誌故障，發生火車頭撞上一休旅車及一砂石車事故，共有8名輕傷。中時電子報[永久]聯合新聞網 （页面存档备份，存于）蘋果日報

## 9月11日
- 於明年1月1日起，超商代收稅款將比照收受信用卡等費用，上限不得超過2萬元。聯合新聞網[]
- NCC最近修改相關法令，明年起要求有線電視業者需免費贈送用戶一台數位機上盒。聯合新聞網
- 花蓮劉家五口滅門命案朝他殺方向偵辦。中時電子報[永久]

## 9月13日
- 第14度叩關聯合國失敗。中廣新聞網（Yahoo!奇摩新聞）[]
- 亞元雜誌評選亞洲百大影響力人物出爐，台灣有王永慶、張忠謀、郭台銘、蔡宏圖、辜濂松等五人進榜。中時電子報（Yahoo!奇摩新聞）[]
- 台北車站二樓商場重新招標後，確定由微風廣場進駐。中央通訊社（Yahoo!奇摩新聞）[]
- 行政院消保會和經濟部合作抽樣市售成人和嬰兒紙尿布，發現嬰兒紙尿布有5成標示不合格。聯合新聞網（Yahoo!奇摩新聞）[]

## 9月12日
- 國道客運及公路客運票價將於月底調漲，國道客運漲幅約15%至19%，公路客運則約7%。中時電子報（Yahoo!奇摩新聞）[]

## 9月14日
- 為反映國際油價漲跌，中油自14日0時起汽油降0.5元 柴油降0.3元。中央通訊社（Yahoo!奇摩新聞）[]

## 9月21日
- 基隆地方法院對基隆市公車處購地弊案做出一審宣判，基隆市長許財利被依貪污治罪條例圖利罪判處有期徒刑七年，禠奪公權八年，全案仍可上訴。自由電子報 中時電子報[永久]